# Semana Mundial de la Inmunización
La Semana Mundial de la Inmunización se celebra del 24 al 30 de abril desde 2012 y fue proclamada por la Organización Mundial de la Salud en el mismo año.

## Proclamación
La Semana Mundial de la Inmunización fue proclamada oficialmente por la Asamblea Mundial de la Salud en mayo de 2012. La iniciativa fue promovida por la Organización Mundial de la Salud (OMS) con el objetivo de aumentar la concienciación sobre la importancia de las vacunas en la prevención de enfermedades infecciosas y promover su aplicación a nivel mundial. Esta celebración crea una plataforma global para impulsar la colaboración entre países y regiones, reforzando la necesidad de alcanzar una cobertura de inmunización equitativa, especialmente en las poblaciones más vulnerables. La meta principal es reducir la incidencia de enfermedades prevenibles mediante vacunación, que actualmente evita entre 2 y 3 millones de muertes al año.

## Celebración
Se celebra anualmente del 24 al 30 de abril. Esta fecha fue seleccionada para coordinar los esfuerzos a nivel global durante la última semana de abril y unificar las campañas que previamente se realizaban en distintas regiones del mundo en diferentes fechas. La primera celebración simultánea tuvo lugar en 2012 con la participación de más de 180 países y territorios. Desde entonces, se han organizado actividades como campañas de información pública, talleres educativos y jornadas de vacunación masiva, destinadas a incrementar las tasas de inmunización y reducir el número de niños que no reciben las vacunas básicas. Además, la OMS y otros organismos internacionales impulsan la difusión de mensajes sobre la seguridad y efectividad de las vacunas, combatiendo la desinformación que contribuye a las bajas tasas de inmunización en algunos lugares.

## Temas
- 2012: Protect your world: Immunization saves lives,[5] ('Protege tu mundo: la inmunización salva vidas')
- 2013: Protect your world: get vaccinated,[6]
- 2014: Are you up-to-date?,[7] ('¿Estás al día?')
- 2015: Vaccination is everyone's job. Protect your community,[8] ( 'La vacunación es tarea de todos. Protege a tu comunidad')
- 2016: Close the Immunization Gap,[9] (Cierra la brecha de la inmunización' )
- 2017: Vaccines Work,[10] ('Las vacunas funcionan')
- 2018: Las vacunas salvan de 2 a 3 millones de vidas cada año[11]
- 2019: Protegidos colectivamente: ¡las vacunas funcionan![12]
- 2020: Inmunización y COVID-19[13]
- 2021: Las vacunas nos acercan[14]
- 2022: Larga vida para todos[15]
- 2023: La gran puesta al día[16]
- 2024: Salvar vidas mediante la inmunización[17]